# حي ماغون
حي ماغون يعتبر أحدَ مكونات الموقع الأثري بقرطاج في تونس. يقع هذا الحي على ضفاف البحر، وقد حفره علماء الآثار الألمان تحت إشراف فريدريك راكوب في إطار الحملة الدولية التي أطلقتها اليونسكو.
الموقع الأثري هو عبارة عن فضاء من المدينة البونية التي تمكن علماء الآثار من تحديد تاريخ تصميمها. ونظرا لأهمية الاكتشافات، قرّرت السّلطات التّونسية ترميم الموقع الذي يحتوي آثارا وأنتكواريوم صغير لتفتحه للعموم.

## أنظر ايضًا
- دجبة

## تاريخ
كان الحيّ المنطقة الوحيدة على ضفاف البحر بمنأى عن تمدين قرطاج.
التنقيبات التي أشرف عليها فريدريك راكوب أكدت احتلال الموقع في القرن الخامس قبل الميلاد في الفترة البيزنطية. البيوت بسيطة تفصلها ثلاثون مترًا عن السور المجاور للشاطئ. وشارع عمودي على الشاطئ يؤدّي إلى باب مفتوح يطل على البحر.
1. ↑  Abdelmajid Ennabli, « La campagne internationale de sauvegarde de Carthage.
2. ↑  Serge Lancel, Carthage, éd.
3. 1 2  Serge Lancel, op. cit., p. 190